# 갓 오브 워 II
《갓 오브 워 II》(God of War II)는 샌타모니카 스튜디오가 개발하고 소니 인터랙티브 엔터테인먼트(SCE)가 배급한 액션 어드벤처 게임이다. 2007년 3월 13일 플레이스테이션 2 콘솔용으로 처음 발매되었으며 갓 오브 워 시리즈 중 2번째 게임이며, 2005년 갓 오브 워의 후속작이다. 이 게임은 그리스 신화에 어느 정도 기반을 두며 고대 그리스를 배경으로 한다. 플레이어 캐릭터는 아레스(Ares)를 죽인 주인공 크라토스(Kratos)이다. 크라토스는 제우스에 배반을 당한다.
게임플레이는 전작과 비슷하다. 게임 내에서 얻는 플레이어의 주 무기(Athena's Blades)와 이차 무기를 통해 달성하는 콤보 기반의 전투에 초점을 둔다. 플레이어가 더 강력한 적과 보스를 무찌르기 위해 다양한 게임 컨트롤러 액션을 빠르게 완수해야 하는 퀵 타임 이벤트 기능을 갖추고 있다. 퍼즐과 플랫폼 요소도 갖추고 있다. 전작과 비교해 갓 오브 워 II는 퍼즐이 개선되었고, 보스 수가 4배나 증가했다.

## 평가
전시대 최고의 플레이스테이션 2 및 액션 게임 가운데 하나로 간주되는
갓 오브 워 II는 대체적으로 긍정적인 평가를 받았는데, 리뷰 애그리게이터 메타크리틱에 따르면 100점 만점 중 93점을 받았고 게임랭킹스에서는 92.68%의 점수를 받았다.

### 참고 문헌
- SIE 샌타모니카 스튜디오, 편집. (2007). 《God of War II》 (en:Instruction manual). 소니 인터랙티브 엔터테인먼트.
- Vardeman, Robert (2013년 2월 12일). 《God of War II》. God of War 1판. 미국: en:Del Rey Books. ISBN 978-0-345-50868-3.